# Elezioni dell'Assemblea costituente in Germania Est del 1949
Le elezioni dell'Assemblea costituente in Germania Est del 1949 si tennero tra il 15 e il 16 maggio. Furono eletti in totale 320 deputati. 
L'affluenza fu del 95,2% e il 66,1% dei votanti approvò le candidature del Blocco dei Partiti Democratici Antifascisti.
L'Assemblea costituente approvò la Costituzione della Repubblica Democratica Tedesca in ottobre, e proclamò la nascita della Repubblica Democratica Tedesca il 7 ottobre. In seguito, divenne organo legislativo col nome di Camera del popolo (Volkskammer) della Germania Est, e le nuove elezioni parlamentari si tennero nell'ottobre 1950.
Negli anni successivi, il Fronte Nazionale avrebbe sempre ottenuto più del 99%.

## Risultati
| Partito              | Voti       | %    |
| -------------------- | ---------- | ---- |
| Blocco Democratico   | 7.943.949  | 66,1 |
| Voti contrari        | 4.080.272  | 33,9 |
| Totale               | 12.024.221 | 100  |
| Schede bianche/nulle | 863.013    |      |
| Totale               | 12.887.234 |      |
| Elettori/affluenza   | 13.533.071 | 95,2 |